# Euplexia dubiosa
Euplexia dubiosa là một loài bướm đêm trong họ Noctuidae.